# Soláň

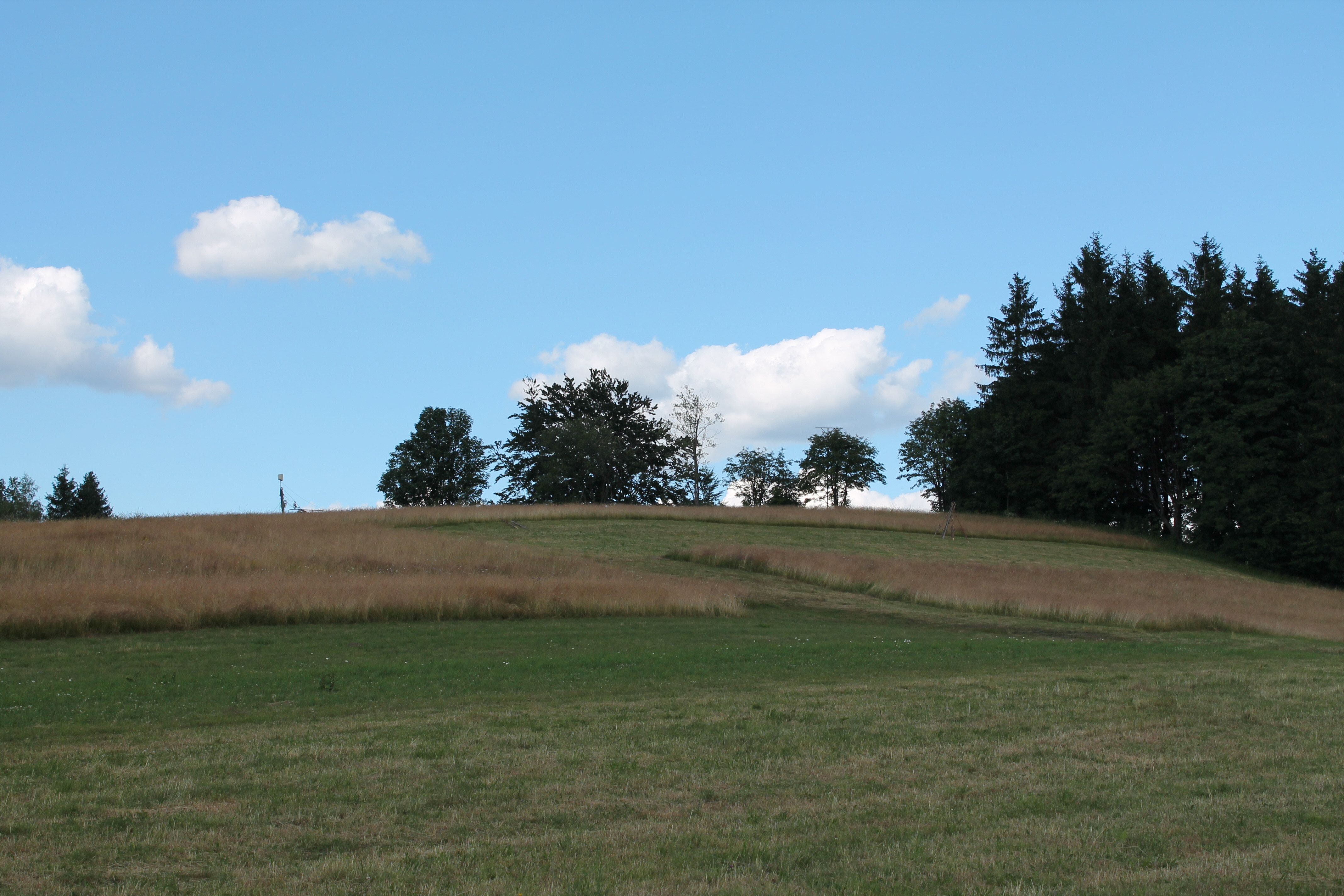
Soláň, szczyt

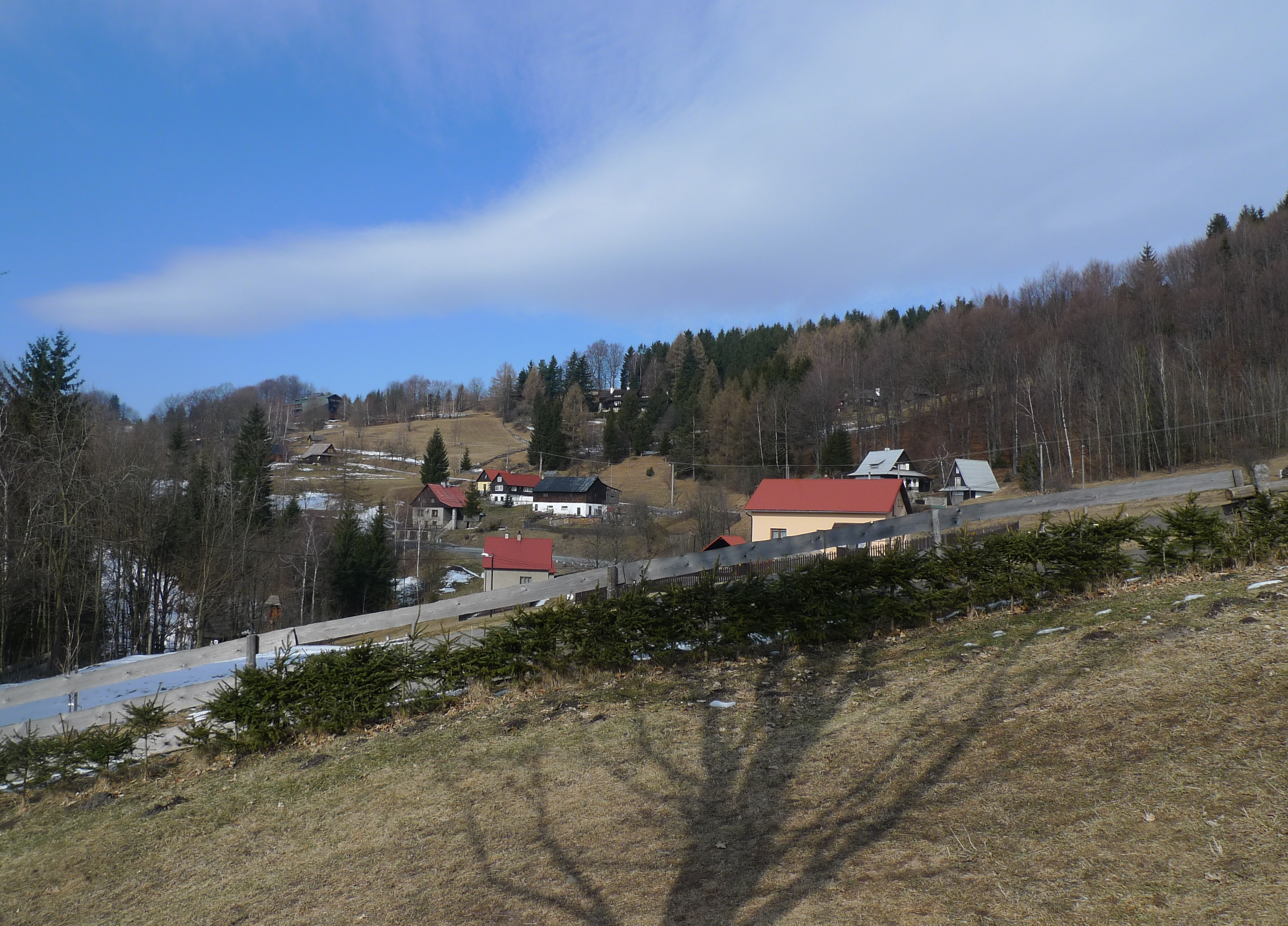
Soláň, widok od południowego wschodu

Soláň (861 m n.p.m.) - niewybitny szczyt w Górach Wsetyńskich w Zewnętrznych Karpatach Zachodnich, wznoszący się na Morawach w Republice Czeskiej.

## Położenie
Leży w głównym grzbiecie Gór Wsetyńskich, ok. 8 km na zachód od najwyższego szczytu tej grupy górskiej, Vysokéj. Wznosi się niespełna 800 m na północny wschód od siodła ważnej komunikacyjnie przełęczy Čarták, przez którą wiedzie droga jezdna z Velkých Karlovic w dolinie Górnej Beczwy do doliny Dolnej Beczwy.
Nazwą „Soláň” określa się jednocześnie od długiego już czasu cały odcinek wspomnianego grzbietu, od przełęczy Čarták na zachodzie po granice zwartych lasów na wschodzie, wraz z pokrywającymi go po obu stronach grzbietu polanami i rozsianymi na nich zabudowaniami.

## Charakterystyka
Szczyt Solánĕ jest niewybitny, tworzy go łagodne wzniesienie głównego grzbietu Gór Wsetyńskich. Jest w większości nagi, choć poszczególne fragmenty polan porozdzielane są licznymi kępami drzew i niewielkimi zagajnikami.
Na samym szczycie kamienny obelisk z kotą „860 m” i płaskorzeźbą, przedstawiającą krowy liżące bryłę soli ("Pověst o Soláni", autor: Martin Gaja). Obok górna stacja jednego z wyciągów narciarskich.

## Znaczenie kulturalne
Pasmo Gór Wsetyńskich leży w granicach tzw. Wołoszczyzny Morawskiej (czes. Valašsko). Atrakcyjny krajobrazowo i folklorystycznie rejon Soláni, z dziesiątkami rozrzuconych po polanach, otoczonych starymi drzewami drewnianych chałup (czes. dřevěnic) był już od lat międzywojennych ulubionym miejscem pobytu czeskich, a zwłaszcza morawskich artystów, którzy spotykali się w starej gospodzie o nazwie „Čarták” na pobliskiej przełęczy. Część z nich przyjeżdżała tu na całe lato, niektórzy wprost osiedli na stałe na słonecznych, południowych stokach góry.
W 1938 r. zamieszkał tu malarz i grafik František Podešva. Od 1939 r., w wybudowanym tu domu, mieszkał malarz Alois Schneiderka (zm. 1958). W 1960 r. jego dom kupił i mieszkał w nim do swej śmierci (1998) inny wybitny malarz, Karel Hofman. Dziś mieści się tu Valašský atelier u Hofmanů – galeria artystyczna z rozległym ogrodem, pensjonatem i pomnikiem samego Hofmana. Po II wojnie światowej na Soláni osiadł malarz i grafik Jan Kobzáň, autor książki „O zbojníkoch a pokladoch”, napisanej w lokalnym dialekcie wałaskim. W starej chałupie z 1807 r. mieszkał tu również Michal Žitník, regionalny rzeźbiarz, pracownik skansenu w Rožnove pod Radhoštěm. Pisarka Marie Podešvová, żona Františka Podešvy, pisała o Soláni w książkach „Poslední rok”, „U nás na kotároch”, „Malířovo mládí” i „Zuzajda a Jurajda”. W latach międzywojennych przyjeżdżał tu poeta, dramaturg i krytyk teatralny Jiří Mahen. Później na Soláni często bywali i pisali o tym regionie także m.in. autor "Igraszek z diabłem" Jan Drda czy pisarze i publicyści Oldřich Šuleř i Josef Sekera. Przyjeżdżał tu również kompozytor i dyrygent Jaroslav Křička, do 1945 r. dyrektor praskiego Konserwatorium.
Rejon Soláni pełnił także rolę plenerów podczas realizacji szeregu czeskich i czechosłowackich filmów fabularnych, m.in. "Děvčica z Beskyd" (1944), "Portáši" (1947), "Zítra se bude tančit všude" (1952), "Advent" (1956).

## Turystyka, rekreacja
Rejon Solánĕ i Čartáku, obok otoczenia zbiornika zaporowego Bystřička, jest najruchliwszym i najstarszym ośrodkiem rekreacyjnym w Górach Wsetyńskich. Jest tu schronisko turystyczne (czes. Horská chata) „Soláň”, pod samym szczytem góry stoi duży hotel turystyczny „Soláň”, a na wschodnim grzbiecie, ok. 400 m od szczytu, obiekt gastronomiczny „chata Gigula”. Na rozległych polanach wokół szczytu rozsiana jest spora liczba prywatnych daczy i starych, drewnianych chałup, przekształconych na domki letniskowe. Kolejne obiekty znajdują się na przełęczy Čarták, a w pobliżu istnieje jeszcze kilka niewielkich pensjonatów. W zimie na północnym stoku funkcjonują cztery wyciągi narciarskie, a wokół nich szereg tras zjazdowych. Przez szczyt Solánĕ (i wspomnianą wyżej przełęcz) biegną czerwone  znaki pieszego szlaku turystycznego, wiodącego głównym grzbietem Gór Wsetyńskich aż po Cáb. W okolicy wytyczonych jest wiele szlaków rowerowych, a zimą utrzymywanych jest kilka tras dla narciarzy biegowych. Ze szczytowych polan rozległe widoki, na północy i wschodzie na Beskid Morawsko-Śląski, na południu na pasmo Jaworników.